# Каротаж

Криві каротажного знімання.

Каротажна техніка. Компанія Weatherford.

Карота́ж (від фр. carottage) — геофізичне дослідження свердловин електричними, магнітними, радіоактивними, акустичними та іншими методами з метою вивчення геологічної будови місцевості та виявлення корисних копалин.

## Вступ
На практиці застосовують широкий ряд методів проведення каротажу. Їх численність обумовлена різноманіттям методів наземної геофізики, для кожного з яких розроблено аналогічний «підземний» варіант. Більш того, існують і спеціальні види каротажу, що не мають аналогів в наземній геофізиці.
Тому методи каротажу розрізняють за своєю природою досліджуваних ними фізичний полів: електричні, ядерні та інші.

## Каротажна апаратура
Під час геофізичних досліджень свердловин, пробурених для вирішення інженерно-геологічних задач, можуть застосовуватися як переносні прилади, які використовуються під час наземної геофізичної розвідки, так і спеціальні каротажні станції, що застосовуються під час обстеження гірських порід у свердловинах. 
Для електричного, ядерного та термічного каротажу у свердловинах глибиною до 250 м застосовується серійна автоматична каротажна станція АКС-250, змонтована на шасі легкового автомобіля-позашляховика.
У неглибоких бурових свердловинах інколи вимірювання проводиться в окремих точках за допомогою звичайних електророзвідувальних приладів ЕСК-1, ЕП-1 та ін. 
Апаратура діелектричного каротажу (ДК-1) складається із свердловинного приладу та пульта управління. У свердловинному приладі знаходиться спеціальний конденсатор, який є частиною коливального контуру генератора. За зміни діелектричних властивостей оточуючих порід змінюються ємність конденсатора (і, відповідно, частота генерації) та амплітуда коливань генератора. За таким же принципом, як і ДК-1, побудовано інші прилади для визначення природної вологості та пористості пухких ґрунтів. Датчиком поля слугує конденсатор-зонд спеціальної конструкції, занурений у свердловину (шурф) або безпосередньо заглиблений у ґрунт.
Під час термічних досліджень у свердловинах вимірюються зміни температури геологічного середовища. При цьому найчастіше застосовують електричні термометри різних марок (ЕТС-2, ЕТМІ, ЕТО та ін.) з термочутливими та нечутливими до температури елементами. За зміни температури з’являється різниця між електричним опором термочутливих та нечутливих елементів і виникає різниця потенціалів. Для одержання термограм застосовуються як точкові заміри температури (особливо в шпурах), так і безперервна її реєстрація за допомогою будь-якої каротажної станції.
За способом збудження пружних коливань на їхніх переважних частотах розрізняють сейсмічний, акустичний та ультразвуковий каротаж. 
Сейсмічний каротаж виконується звичайною польовою апаратурою. Пружні коливання сейсмічного діапазону частот збуджуються вибухами поблизу устя або забою свердловини. Під час акустичного каротажу збудження пружних хвиль здійснюється за допомогою високовольтних розрядів у заповнених водою свердловинах. Частоти коливань генерації вимірюються одиницями кГц. Для прийому хвиль застосовуються групи сейсмоприймачів або одиночний сейсмоприймач, який послідовно переміщується по стволу свердловини. Для проведення ультразвукового каротажу використовується установка ІПА-59, комплекс якої доповнюється свердловинним зондом, або каротажна установка УЗК-2 (чи подібні прилади).

## Методи електричного каротажу
Електричний каротаж є переробкою польових електророзвідувальних робіт стосовно обмеженим умов в свердловині. У загальних рисах робота зводиться до пропускання струму через два або більше електродів з наступним виміром будь-яких електричних параметрів: сили струму, різниці потенціалів, частоти, діелектричної проникності і т. ін. Саме відмінністю вимірюваної величини і обумовлено різноманіття методів електричного каротажу. Також ці відмінності обумовлені, наприклад, конфігурацією спущених в свердловину електродів, тобто їх взаємним розташуванням один по відношенню до одного. Виділяють декілька груп методів електричного каротажу.

### Група методів опору
- Електричний каротаж, що базується на вимірюванні уявного питомого електричного опору, тобто на вивченні розподілу штучного стаціонарного і квазістаціонарного електричного поля в гірських породах. Він дає змогу за величиною питомого електричного опору встановити літологію порід, їх структуру, вміст в розрізах корисних копалин.

Опір — це здатність речовини перешкоджати потоку електричного струму. Це дуже важлива властивість гірської породи для оцінки колекторських властивостей пласта, оскільки вона дозволяє розрізняти колектори, заповнені солоною водою (хороший провідник електрики) і ті, які заповнені вуглеводнями (поганий провідник електрики). Таким чином, різниця в опорі існує між породами, заповненими вуглеводнями і породами, заповненими пластовою водою. Вимірювання опору і пористості використовуються для отримання значень водонасичення, щоб оцінити продуктивність пласта. Це найбільш поширений метод даної групи. Він займає важливе місце у дослідженні та розробці нафтових родовищ, через можливість визначення ним нефтонасиченості пласта.
При цьому методі використовуються спеціальні зонди. Зонд має 4 електрода: 2 живильних, 2 вимірювальних. Чим більше довжина зонда, тим більше радіус (глибинність) його дослідження. Застосування комплекту зондів дозволяє знайти справжній опір пласта, встановити наявність проникнення фільтрату бурового розчину в пласт, оцінити питомий опір і глибину зони проникнення розчину.
Зонд опускається в свердловину. Один електрод заземлений в гирлі свердловини, а другий рухається безпосередньо в її стовбурі. Апаратура фіксує опір в залежності від глибини занурення зонда. Виходить на виході своєрідна крива (графік). За графіком проводиться аналіз результатів, для уточнення яких може використовуватися зонд інших розмірів і іншої конструкції. Таким чином, проводиться замір опору.
Так як всі хімічні елементи відрізняються питомим опором, то за допомогою таблиць можна визначити склад породи поблизу свердловини.
З іншого боку, метод не використовується в чистому вигляді, так як досить велика ймовірність отримання неточних результатів. Судіть самі: в природі практично не існує покладів певних хімічних елементів в чистому вигляді. Існують тільки суміші певних речовин, що ускладнює завдання дослідження.
Разом із зазначеним видом каротажу проводиться ряд додаткових досліджень, що дозволяє з досить високим ступенем ймовірності визначати поклади певних гірських порід, ширину їх пластів і процентний вміст певних домішок.
Каротаж опору, в свою чергу, ділиться на дві категорії: індукційний (ІК) та бокове кротажне зондування(БКЗ).
- БКЗ. Даний метод є свердловинним аналогом методу вертикального електричного зондування в электророзвідці. Бокове каротажне зондування свердловин нагадує описаний раніше метод дослідження з тією лише різницею, що обидва електроди рухаються разом з зондом уздовж усього стовбура.

Проводиться замір так званого уявного опору. Причому, якщо малий зонд показує опір малого радіуса дії (опір самих свердловин), то великі зонди здатні показати опір з урахуванням показань малого зонда. А далі за допомогою додаткових розрахункових таблиць і формул проводиться пошук досліджуваних параметрів. У розрахунок береться не тільки різниця показань малого і великого зондів, оскільки впливають на показання і інші параметри: радіус труби, наявність промивної рідини і багато іншого. Бічне каротажне зондування свердловин теж супроводжується рядом додаткових досліджень, оскільки точність показань не може перевищувати певний відсоток.
КО та БКЗ мають наступні характеристики.
Допустимі умови застосування: не може застосовуватися в «сухих» свердловинах і свердловинах, заповнених непровідними буровими розчинами (наприклад, розчинами на нафтовій основі); несприятливою умовою є опір бурового розчину < 0,2 Ом∙м; діапазон вимірювань — 0,2–5000 Ом∙м.
Переваги: добре виділяються пропластки високого опору.
Недоліки: сильний вплив свердловини, погано виділяються пропластки низького опору.
Точка запису: середина між прийомними електродами.
Довжина зонда: відстань від віддаленого електрода до точки запису.
- Резистивіметрія — вимірювання спеціальним приладом (резистивіметром) питомого електричного опору (або провідності) рідин (промивальної, видобувної, бурового розчину), що заповнюють свердловину. Результати резистивіметрії використовують при порівнянні для інтерпретації електрокаротажних кривих (бокового каротажу тощо), одержаних у різних свердловинах або в одній і тій же свердловині в різний час, при обчисленні істинних питомих опорів порід на основі уявних опорів, при визначенні місця припливу пластової води у свердловину, дослідженні складу суміші у свердловині — гідрофільної (нафта у воді) і гідрофобної (вода в нафті), визначенні водонафтового розділу у свердловині, виділенні в гідрофільному середовищі місць надходження в колону води з різним ступенем мінералізації, рівня бурового розчину та флюїдів, мінералізації рідини, складу флюїдів при розробці нафтових родовищ, гідрогеологічних дослідженнях, контролю технічного стану свердловин. Резистивіметрію проводять градієнт-зондами настільки малої довжини, що впливом стінок свердловини можна знехтувати.
- БК – боковий каротаж. Відмінність від класичного КУО полягає у фокусуванні струму зондом. Дослідження свердловин проводяться в комплексі методів. Зонд опускається в свердловину на глибину, де необхідно провести додаткові дослідження. Принципова відмінність такого зонда в тому, що проводиться вимір питомого опору не стовбура свердловини, а саме певного пласта. Струми направляються безпосередньо в товщину досліджуваної області, що дозволяє більш точно визначити його хімічний склад. Регульована подача струмів дозволяє «глибше» заглянути в породу. Бічний каротаж вважається уточнюючим методом дослідження, хоча використовується і як самостійний метод.

Принцип дії: найбільш широко використовують дві модифікації БК: семиелектродна і трьохелектродна. Трьохелектродний зонд являє собою довгий циліндричний електрод, розділений двома ізолюючими проміжками на три частини: невеликий по довжині центральний електрод А0 і два довгих симетричних екранних електрода А1 і А2. Через електроди А0, А1 і А2 пропускають електричний струм однієї полярності. Силу поточного струму через екранні електроди, регулюють так, щоб різниця потенціалів між трьома електродами дорівнювала нулю. Оскільки потенціали рівні струм не може текти вздовж свердловини і направляється фокусованим пучком в гірську породу. Проводиться вимір різниці потенціалів між одним з струмових електродів і віддаленим електродом N. З цього виміряного значення розраховується опір.
Допустимі умови застосування: не може застосовуватися в «сухих» свердловинах і свердловинах, заповнених непровідними буровими розчинами (наприклад, розчинами на нафтовій основі);
Діапазон вимірювань: 0,2–10000 Ом∙м.
Переваги: добре виділяються пропластки високого опору. Слабо впливає свердловина і вміщують породи, таким чином при сприятливих умовах умовний опір по БК виявляється близьким до істинного опору пласта.
Недоліки: гірше виділяються пропластки низького опору.
Точка запису: середина центрального електрода.
Довжина зонда: відстань між центрами ізолюючих проміжків.
- Мікрокаротаж — метод дослідження бурових свердловин шляхом виміру електричного опору гірських порід поблизу їх стінок. Електроди при мікрокаротажі вмонтовуються на пластині з ізоляційного матеріалу, що притискується пружинами до стінки свердловини. Це зменшує спотворюючий вплив бурового розчину і дозволяє виміряти електричний опір порід навіть в невеликих пропластках. Відстань між електродами близько 2,5 см. Мікрокаротаж дозволяє детально вивчати геологічні розрізи, складені пластами великої і малої потужності, виділяти проникні пласти і оцінювати їх пористість. Розрізняють дві модифікації мікрокаротажу: звичайне мікрозондування і мікрокаротаж боковий. У першому випадку електричний опір вимірюється за схемою звичайних трьохелектродних зондів; у другому — за схемою екранованого електричного заземлення.
- МКБ – мікрокаротаж боковий. Відмінність від мікрокаротажу полягає в фокусуванні струмузондом.

Типові умови застосування: свердловини необсажені, вертикальні і слабо похилені, заповнені прісною або мінералізованою рідиною;
Обмеженням в застосуванні методу: суттєва зміна діаметра і форми перетину стовбура свердловини, що перешкоджає щільному прилягання башмака до стінки свердловини, а також наявність розчину в свердловині з питомим електричним опором менш 0,05 Ом•м.
Метод дає змогу визначити: розчленування розрізу з високою точністю; питомий електричний опір промитої зони; ефективну товщину пластів.